# Rhône (Huisne)
Die Rhône ist ein kleiner Fluss in Zentral-Frankreich, der im Département Eure-et-Loir der Region Centre-Val de Loire südwestlich der Stadt Chartres verläuft.

## Geografie

### Verlauf
Die Rhône entspringt im Gemeindegebiet von Authon-du-Perche nördlich der Autobahn A11, verläuft generell Richtung Nordnordwest durch den Regionalen Naturpark Perche und mündet nach rund 16 Kilometern im Stadtgebiet von Nogent-le-Rotrou als linker Nebenfluss in die Huisne. 

### Orte am Fluss
(Reihenfolge in Fließrichtung)
- La Goguerie, Gemeinde Authon-du-Perche
- Saint-Lubin, Gemeinde Authon-du-Perche
- Coudray-au-Perche
- Souancé-au-Perche
- Saint-Jean-Pierre-Fixte
- Nogent-le-Rotrou